# Coelestin II. (Papstelekt)
Coelestin II., lateinisch der Himmlische, eigentlicher Name Theobaldus Buccapecus oder Teobaldo (* im 11. Jahrhundert in Rom; † 1124–1126) wurde am 15. Dezember 1124 zum Papst gewählt. Infolge der gewalttätigen Machtkämpfe trat er jedoch vor vollzogener Papstkrönung zugunsten von Honorius II. zurück, um ein Schisma zu vermeiden. Somit war er Papstelekt, wird jedoch oft fälschlich zu den Gegenpäpsten gezählt.

## Leben
Theobaldus Buccapecus war vermutlich stadtrömischer Herkunft. Bis 17. April 1121 ist er als Kardinaldiakon von Santa Maria Nuova in Rom belegt, ab 6. April 1123 als Kardinalpriester von Sant’Anastasia al Palatino, ebenfalls in Rom. Am 15. Dezember 1124 wurde er als Coelestin II. in Rom (Kirche des Hl. Pankratius) zum Nachfolger des drei Tage zuvor verstorbenen Papstes Calixt II. gewählt.
Die Ernennungszeremonie in der Kirche des Heiligen Pankratius, zu der Coelestin bereits im roten Papstmantel gekleidet war, wurde jedoch während des Absingens des Te Deum von bewaffneten Anhängern des römischen Stadtadeligen Roberto Frangipane gestört. Unter seiner Führung drangen Bewaffnete in die Kirche ein und trieben die Wähler auseinander. Coelestin wurde bei dem Handgemenge verletzt.
In Opposition zu Coelestin II. erhoben die kaiserlich gesinnten Adelsgeschlechter den Kardinalbischof von Ostia, Lamberto Scannabecchi, auf den Stuhl Petri. Dieser, der den Namen Honorius II. annahm, verzichtete jedoch angesichts der Unregelmäßigkeiten bei der Wahl auf die Tiara, weil er sich nicht dem Verdacht der Anmaßung eines ihm von Rechts wegen nicht zustehenden Amtes aussetzen wollte.
Hierdurch gewann Honorius auch die Anhänger Coelestins II. für sich, der am 16. Dezember 1124, nur einen Tag nach seiner Wahl, auf die päpstliche Würde verzichtete, woraufhin Honorius II. in einer erneuten kanonischen Wahl bestätigt wurde.
Da Coelestin II. den Anspruch auf das Papstamt zu keinem Zeitpunkt gegen einen amtierenden Papst erhob, ist die Bezeichnung als Gegenpapst falsch. Insbesondere, weil es später noch einen anerkannten Papst dieses Namens gab, wird er jedoch in vielen Papstlisten als Gegenpapst geführt. Richtigerweise müsste er jedoch Papstelekt Coelestin (II.) genannt werden.
Buccapecus wurde nach der Auseinandersetzung um das Papstamt nicht mehr in den Quellen erwähnt. Sein Todeszeitpunkt ist unklar. Verschiedene Historiker gehen davon aus, dass er kurz danach seinen Verletzungen erlag, andere weisen das als reine Spekulation zurück. Sein Amt als Kardinalspriester von Sant’Anastasia wurde im Dezember 1126 an einen Nachfolger namens Pierre vergeben, weshalb Buccapecus spätestens zu diesem Zeitpunkt als verstorben angesehen werden kann.